# Barbus prespensis
Barbus prespensis är en fiskart som beskrevs av Stanko Karaman 1924. Barbus prespensis ingår i släktet Barbus och familjen karpfiskar. IUCN kategoriserar arten globalt som livskraftig. Inga underarter finns listade.